# Liga Suprema de Ucrania 1999-2000
La Liga Suprema de Ucrania 1999-00 fue la novena edición del campeonato de fútbol de máximo nivel en Ucrania. Dinamo Kiev ganó el campeonato.

## Tabla de posiciones
|     | Equipo                       | Pts | PJ | PG | PE | PP | GF | GC |
| --- | ---------------------------- | --- | -- | -- | -- | -- | -- | -- |
| 1.  | Dinamo Kiev                  | 84  | 30 | 27 | 3  | 0  | 85 | 18 |
| 2.  | Shajtar Donetsk              | 66  | 30 | 21 | 3  | 6  | 60 | 16 |
| 3.  | Kryvbas Kryvyi Rih           | 60  | 30 | 18 | 6  | 6  | 54 | 30 |
| 4.  | Vorskla Poltava              | 49  | 30 | 14 | 7  | 9  | 50 | 34 |
| 5.  | Metalist Járkov              | 44  | 30 | 12 | 8  | 10 | 41 | 39 |
| 6.  | Metalurg Zaporizhia          | 44  | 30 | 12 | 8  | 10 | 43 | 35 |
| 7.  | Metalurg Donetsk             | 43  | 30 | 11 | 10 | 9  | 39 | 35 |
| 8.  | Metalurg Mariupol            | 42  | 30 | 13 | 3  | 14 | 49 | 48 |
| 9.  | Karpaty Lviv                 | 40  | 30 | 12 | 4  | 14 | 39 | 38 |
| 10. | CSKA Kiev                    | 35  | 30 | 9  | 8  | 13 | 31 | 36 |
| 11. | Dnipro Dnipropetrovsk        | 33  | 30 | 8  | 9  | 13 | 26 | 52 |
| 12. | Nyva Ternopil                | 31  | 30 | 7  | 10 | 13 | 40 | 57 |
| 13. | Tavriya Simferopol           | 29  | 30 | 7  | 8  | 15 | 32 | 51 |
| 14. | Prykarpattya Ivano-Frankivsk | 29  | 30 | 7  | 8  | 15 | 27 | 47 |
| 15. | Chernomorets Odessa          | 26  | 30 | 6  | 8  | 16 | 20 | 50 |
| 16. | Zirka Kirovohrad             | 9   | 30 | 0  | 9  | 21 | 16 | 66 |

|  | Tercera ronda previa de la Liga de Campeones |
|  | Primera ronda de la Copa de la UEFA          |
|  | Ronda previa de la Copa de la UEFA           |
|  | Descenso a la Persha Liha                    |